# Egna
Egna (alemany Neumarkt) és un municipi italià, dins de la província autònoma de Tirol del Sud. És un dels municipis del districte d'Überetsch-Unterland. L'any 2007 tenia 4.724 habitants. Comprèn les fraccions de Laghetti, Mazzon, San Floriano i Villa. Limita amb els municipis de Caldaro sulla Strada del Vino, Kurtatsch an der Weinstraße, Kurtinig an der Weinstraße, Margreid an der Weinstraße, Montan, Salurn i Tramin an der Weinstraße.

## Fills il·lustres
- Eugen Pausch (1758-1838) compositor de música.

## Situació lingüística
| Pertinença lingüística (cens 2001) | 61,65% alemany |
| Pertinença lingüística (cens 2001) | 37,97% italià  |
| Pertinença lingüística (cens 2001) | 0,37% ladí     |

## Administració

Territori comunal

| Període | Identitat        | Partit |
| ------- | ---------------- | ------ |
| 2004-   | Alfred Vedovelli | SVP    |